# 三楽病院
三楽病院（さんらくびょういん）は、東京都千代田区にある医療機関。運営主体は公益社団法人東京都教職員互助会。
2006年8月、国内の医療機関としては初めて、情報セキュリティの国際認証規格であるISO27001を取得した。

## 診療科
- 消化器内科
- 循環器内科
- 糖尿病・代謝内科
- 呼吸器内科
- 総合内科
- 精神神経科
- 小児科
- 外科・消化器外科
- 脳神経外科
- 整形外科
- 皮膚科
- 泌尿器科
- 産婦人科
- 眼科
- 耳鼻咽喉科
- 放射線科
- 麻酔科
- 健康管理科・予防医学内科

## 沿革
- 1933年（昭和8年）：設立
- 1987年（昭和62年）：本館増改築竣工（設計：伊藤喜三郎建築研究所）

## 名称の由来
名称は、孟子の尽心篇にある「得天下英才而教育之三楽也」に由来する。設立当時の東京市長（現在の東京都知事）永田秀次郎の命名。

## 附属機関
糖尿病などの生活習慣病を専門に診療する三楽病院附属生活習慣病クリニックがある。